# Drosophila orphnaea
Drosophila orphnaea este o specie de muște din genul Drosophila, familia Drosophilidae, descrisă de Tsacas în anul 2001.
Este endemică în Camerun. Conform Catalogue of Life specia Drosophila orphnaea nu are subspecii cunoscute.